# Jupiádam
De Jupiádam, ook wel in het Portugees bekend als Usina Hidrelétrica Engenheiro Souza Dias, is een hydro-elektrische stuwdam in de rivier de Paraná op de grens van de Braziliaanse deelstaten São Paulo en Mato Grosso do Sul.

## Beschrijving
De dam is 53 meter hoog en in totaal 5,5 kilometer lang. De dam bestaat uit twee lange dijken en in het midden een waterkrachtcentrale en noodoverlaat beiden gemaakt van beton. De dijken zijn respectievelijk 2,1 kilometer en 2,4 kilometer lang. Redenen voor de bouw waren de opwekking van elektriciteit, water vast houden ten behoeve van de irrigatie en een verbetering voor de scheepvaart. In 1968 was de dam gereed en de turbines begonnen met de productie van elektriciteit in 1969 en in 1974 kwam de laatste turbine in gebruik.
Achter de dam ligt een waterreservoir met een oppervlakte van 330 km2. Het bevat 3,4 km3 water waarvan een kwart daadwerkelijk te gebruiken is voor de productie van stroom. De rest van het water staat beneden het onderste punt van de waterinlaat voor de turbines.
In de dam is een waterkrachtcentrale opgenomen. Hier staan 14 Kaplanturbines opgesteld met een totaal vermogen van 1551 megawatt. De productie ligt rond de 10.000 gigawattuur op jaarbasis.
Voor de binnenvaart zijn er schutsluizen aangelegd. De sluiskolken zijn 220 meter lang en 17 meter breed.
Medio 2016 kocht het Chinese staatsbedrijf China Three Gorges Corporation de concessie om de centrale voor 30 jaar te beheren.

## Trivia
Op zo’n 50 kilometer stroomopwaarts ligt de Ilha Solteiradam die in dezelfde periode is gebouwd.